# Лагранжіан Дарвіна
Лагранжіан Дарвіна (названий на честь Чарлза Ґалтона Дарвіна, онука відомого біолога) описує взаємодію до порядку
{\displaystyle {v^{2} \over c^{2}}}
між двома зарядженими частинками у вакуумі та дається виразом:
{\displaystyle L^{}=L_{f}+L_{int}^{}}
де вільночастинковий лагранжіан має вигляд:
{\displaystyle L_{f}={1 \over 2}m_{1}v_{1}^{2}+{1 \over 8c^{2}}m_{1}v_{1}^{4}+{1 \over 2}m_{2}v_{2}^{2}+{1 \over 8c^{2}}m_{2}v_{2}^{4},}
а лагранжіан взаємодії:
{\displaystyle L_{int}=L_{C}+L_{D}^{}}
де перший доданок є кулонівською взаємодією:
{\displaystyle L_{C}=-{q_{1}q_{2} \over r}}
а другий - дарвінівською:
{\displaystyle L_{D}={q_{1}q_{2} \over r}{1 \over 2c^{2}}\mathbf {v} _{1}\cdot \left[\mathbf {1} +\mathbf {\hat {r}} \mathbf {\hat {r}} \right]\cdot \mathbf {v} _{2}.}
Тут q1 та q2 є зарядами частинок 1 та 2 відповідно, m1 та m2 - їхніми масами, v1 та v2 - швидкостями; c - швидкість світла, r - вектор між двома частинками, а {\displaystyle {\hat {\mathbf {r} }}} - одиничний вектор в напрямку r.
Вільний Лагранжіан є розкладом в ряд Тейлора вільного лагранжіану двох релятивістських частинок з точністю до величин другого порядку по v. Доданок з дарвінівською взаємодією відповідає реакції однієї частинки на магнітне поле, що створює друга частинка. Якщо члени вищих порядків по v/c збережені, тоді слід враховувати польові ступені вільності і взаємодія між частинками більше не може розглядатись як миттєва. В такому випадку повинні братись до уваги запізнювальні ефекти.

## Дарвінівська взаємодія у вакуумі
Лагранжіан для релятивістської взаємодії частинки з зарядом q, що взаємодіє з електромагнітним полем, має вигляд:
{\displaystyle L_{int}=-q\Phi +{q \over c}\mathbf {u} \cdot \mathbf {A} }
де u - релятивістська швидкість частинки. Перший доданок справа виражає кулонівську взаємодію, другий - дарвінівську. Векторний потенціал в кулонівській калібровці задається рівнянням (в одиницях Ґауса):
{\displaystyle \nabla ^{2}\mathbf {A} -{1 \over c^{2}}{\partial ^{2}\mathbf {A}  \over \partial t^{2}}=-{4\pi  \over c}\mathbf {J} _{t}}
Де поперечний потік Jt є вихровим потоком (див.теорему розкладу Гельмгольца), створеним другою частинкою. Дивергенція поперечного потоку нульова.
Потік, що створює друга частинка:
{\displaystyle \mathbf {J} =q_{2}\mathbf {v} _{2}\delta \left(\mathbf {r} -\mathbf {r} _{2}\right),}
що відповідає перетворенню Фур'є:
{\displaystyle \mathbf {J} \left(\mathbf {k} \right)\equiv \int d^{3}r\exp \left(-i\mathbf {k} \cdot \mathbf {r} \right)\mathbf {J} \left(\mathbf {r} \right)=q_{2}\mathbf {v} _{2}\exp \left(-i\mathbf {k} \cdot \mathbf {r} _{2}\right).}
Поперечна компонента потоку:
{\displaystyle \mathbf {J} _{t}\left(\mathbf {k} \right)=q_{2}\left[\mathbf {1} -\mathbf {\hat {k}} \mathbf {\hat {k}} \right]\cdot \mathbf {v} _{2}\exp \left(-i\mathbf {k} \cdot \mathbf {r} _{2}\right).}
Легко переконатися, що:
{\displaystyle \mathbf {k} \cdot \mathbf {J} _{t}\left(\mathbf {k} \right)=0,}
що має виконуватись, якщо дивергенція поперечного потоку рівна нулю. Бачимо, що
{\displaystyle \mathbf {J} _{t}\left(\mathbf {k} \right)}
є компонентою перетворення Фур'є, перпендикулярною до k.
З рівняння для векторного потенціалу, Фур'є-перетворення цього потенціалу:
{\displaystyle \mathbf {A} \left(\mathbf {k} \right)={4\pi  \over c}{q_{2} \over k^{2}}\left[\mathbf {1} -\mathbf {\hat {k}} \mathbf {\hat {k}} \right]\cdot \mathbf {v} _{2}\exp \left(-i\mathbf {k} \cdot \mathbf {r} _{2}\right)}
де зберігся член лише найнижчого порядку по v/c.
Зворотне перетворення Фур'є векторного потенціалу:
{\displaystyle \mathbf {A} \left(\mathbf {r} \right)=\int {d^{3}k \over \left(2\pi \right)^{3}}\;\mathbf {A} \left(\mathbf {k} \right)\;{\exp \left(i\mathbf {\mathbf {k} } \cdot \mathbf {r} _{1}\right)}={q_{2} \over 2c}{1 \over r}\left[\mathbf {1} +\mathbf {\hat {r}} \mathbf {\hat {r}} \right]\cdot \mathbf {v} _{2}}
де
{\displaystyle \mathbf {r} =\mathbf {r} _{1}-\mathbf {r} _{2}}
(див. Інтеграли, поширені в квантовій теорії поля)
Тоді доданок з дарвінівською взаємодією в лагранжіані буде:
| {\displaystyle L_{D}={q_{1}q_{2} \over r}{1 \over 2c^{2}}\mathbf {v} _{1}\cdot \left[\mathbf {1} +\mathbf {\hat {r}} \mathbf {\hat {r}} \right]\cdot \mathbf {v} _{2}} |
де ми знову отримуємо член лише найнижчого порядку по v/c.

## Рівняння руху Лагранжа
Рівняння руху для однієї з частинок:
{\displaystyle {d \over dt}{\partial  \over \partial \mathbf {v} _{1}}L\left(\mathbf {r} _{1},\mathbf {v} _{1}\right)=\nabla _{1}L\left(\mathbf {r} _{1},\mathbf {v} _{1}\right)}
{\displaystyle {d\mathbf {p} _{1} \over dt}=\nabla _{1}L\left(\mathbf {r} _{1},\mathbf {v} _{1}\right)}
де p1 -- імпульс частинки.

### Вільна частинка
Рівняння руху для вільної частинки, в якому не враховується взаємодія між двома частинками:
{\displaystyle {d \over dt}\left[\left(1+{1 \over 2}{v_{1}^{2} \over c^{2}}\right)m_{1}\mathbf {v} _{1}\right]=0}
{\displaystyle \mathbf {p} _{1}=\left(1+{1 \over 2}{v_{1}^{2} \over c^{2}}\right)m_{1}\mathbf {v} _{1}}

### Частинки, що взаємодіють
Рівняння руху для частинок, що взаємодіють:
{\displaystyle {d \over dt}\left[\left(1+{1 \over 2}{v_{1}^{2} \over c^{2}}\right)m_{1}\mathbf {v} _{1}+{q_{1} \over c}\mathbf {A} \left(\mathbf {r} _{1}\right)\right]=-\nabla {q_{1}q_{2} \over r}+\nabla \left[{q_{1}q_{2} \over r}{1 \over 2c^{2}}\mathbf {v} _{1}\cdot \left[\mathbf {1} +\mathbf {\hat {r}} \mathbf {\hat {r}} \right]\cdot \mathbf {v} _{2}\right]}
| {\displaystyle {d\mathbf {p} _{1} \over dt}={q_{1}q_{2} \over r^{2}}{\hat {\mathbf {r} }}+{q_{1}q_{2} \over r^{2}}{1 \over 2c^{2}}\left\{\mathbf {v} _{1}\left({{\hat {\mathbf {r} }}\cdot \mathbf {v} _{2}}\right)+\mathbf {v} _{2}\left({{\hat {\mathbf {r} }}\cdot \mathbf {v} _{1}}\right)-{\hat {\mathbf {r} }}\left[\mathbf {v} _{1}\cdot \left(\mathbf {1} +3{\hat {\mathbf {r} }}{\hat {\mathbf {r} }}\right)\cdot \mathbf {v} _{2}\right]\right\}} |
{\displaystyle \mathbf {p} _{1}=\left(1+{1 \over 2}{v_{1}^{2} \over c^{2}}\right)m_{1}\mathbf {v} _{1}+{q_{1} \over c}\mathbf {A} \left(\mathbf {r} _{1}\right)}
{\displaystyle \mathbf {A} \left(\mathbf {r} _{1}\right)={q_{2} \over 2c}{1 \over r}\left[\mathbf {1} +\mathbf {\hat {r}} \mathbf {\hat {r}} \right]\cdot \mathbf {v} _{2}}
{\displaystyle \mathbf {r} =\mathbf {r} _{1}-\mathbf {r} _{2}}

## Гамільтоніан Дарвіна для двох частинок у вакуумі
Гамільтоніан Дарвіна для двох частинок у вакуумі пов'язаний з лагранжіаном Дарвіна через перетворення Лежандра:
{\displaystyle H=\mathbf {p} _{1}\cdot \mathbf {v} _{1}+\mathbf {p} _{2}\cdot \mathbf {v} _{2}-L.}
В такому випадку маємо гамільтоніан:
| {\displaystyle H\left(\mathbf {r} _{1},\mathbf {p} _{1},\mathbf {r} _{2},\mathbf {p} _{2}\right)=\left(1-{1 \over 4}{p_{1}^{2} \over m_{1}^{2}c^{2}}\right){p_{1}^{2} \over 2m_{1}}\;+\;\left(1-{1 \over 4}{p_{2}^{2} \over m_{2}^{2}c^{2}}\right){p_{2}^{2} \over 2m_{2}}\;+\;{q_{1}q_{2} \over r}\;-\;{q_{1}q_{2} \over r}{1 \over 2m_{1}m_{2}c^{2}}\mathbf {p} _{1}\cdot \left[\mathbf {1} +\mathbf {\hat {r}} \mathbf {\hat {r}} \right]\cdot \mathbf {p} _{2}.} |

## Рівняння руху Гамільтона
Рівняння руху Гамільтона мають вигляд:
{\displaystyle \mathbf {v} _{1}={\partial H \over \partial \mathbf {p} _{1}}}
та
{\displaystyle {d\mathbf {p} _{1} \over dt}=-\nabla _{1}H}
Це дає:
{\displaystyle \mathbf {v} _{1}=\left(1-{1 \over 2}{p_{1}^{2} \over m_{1}^{2}c^{2}}\right){\mathbf {p} _{1} \over m_{1}}-{q_{1}q_{2} \over 2m_{1}m_{2}c^{2}}{1 \over r}\left[\mathbf {1} +\mathbf {\hat {r}} \mathbf {\hat {r}} \right]\cdot \mathbf {p} _{2}}
та
| {\displaystyle {d\mathbf {p} _{1} \over dt}={q_{1}q_{2} \over r^{2}}{\hat {\mathbf {r} }}\;+\;{q_{1}q_{2} \over r^{2}}{1 \over 2m_{1}m_{2}c^{2}}\left\{\mathbf {p} _{1}\left({{\hat {\mathbf {r} }}\cdot \mathbf {p} _{2}}\right)+\mathbf {p} _{2}\left({{\hat {\mathbf {r} }}\cdot \mathbf {p} _{1}}\right)-{\hat {\mathbf {r} }}\left[\mathbf {p} _{1}\cdot \left(\mathbf {1} +3{\hat {\mathbf {r} }}{\hat {\mathbf {r} }}\right)\cdot \mathbf {p} _{2}\right]\right\}} |

Слід зазначити, що для рівняння Брейта першопочатково використовувались дарвінівський лагранжіан та гамільтоніан. Проте найкраще воно підтверджується в теорії поглинання Вілера-Фейнмана і тепер в квантовій електродинаміці.